# 船舶油濁等損害賠償保障法
船舶油濁等損害賠償保障法（せんぱくゆだくとうそんがいばいしょうほしょうほう、昭和50年12月27日法律第95号）は、船舶に積載されていた原油等による油濁損害への船舶所有者等の責任や被害者の損害賠償請求権の保障に関する日本の法律で、船舶の所有者等の責任の制限に関する法律（船主責任制限法）に対する特別法である。
2005年3月1日から施行された改正法の成立経緯から、保険未加入の外国船舶の入港を阻止するための法律として注目されるようになった。

## 沿革
1967年、リベリア船籍タンカーであるトリー・キャニオン号がドーバー海峡において座礁し、大型の油濁汚染事故を引き起こした。そして、同事故をきっかけに、海運業界において油濁事故に関する国際的な保険組合を結成することにより損害を補償する動きが出てきた。
また、国際連合の専門機関である国際海事機関 (IMO) の前身である政府間海事協議機関 (IMCO) も油濁汚染損害に関する条約案を検討し、1969年には「油による汚染損害についての民事責任に関する国際条約」が成立。1971年には、同条約の補充のための国際基金（「国際油濁補償基金（IOPCF））の設立を目的とした「油による汚染損害の補償のための国際基金の設立に関する国際条約」が成立した。
本法は上記の条約を国内法化したものである。なお、制定当時の題名は「油濁損害賠償保障法」であったが、2004年の法改正により題名が「船舶油濁損害賠償保障法」に改題された（改正法の施行は2005年3月1日）。
その後、2016年５月に兵庫県淡路島で発生した座礁事故においてタイ船籍の台船が保険金が支払われなかったことにより放置される事案等が発生したことなどを背景に「2001年の燃料油による汚染損害についての民事責任に関する国際条約」及び「2007年の難破物の除去に関するナイロビ国際条約（ナイロビ条約）」を国内法化するために2019年５月に法改正され、題名が「船舶油濁等損害賠償保障法」（油賠法）に改題された（改名は2020年10月1日施行）。
なお、船主責任制限法は民法の特例法として法務省民事局が所管しているが、本法律は船舶法など他の海運関連法令と同様に国土交通省（旧・運輸省。船舶局→海上技術安全局→海事局）が実務に当たる。ただし、国土交通省は法務省および環境省（環境管理局→水・大気環境局）と連携して本法律の執行を行う。

## タンカー油濁損害賠償責任

### 損害賠償責任及び責任制限
ばら積みの原油等（原油、重油、潤滑油その他の蒸発しにくい油で政令で定めるもの）を輸送するタンカーから流出・排出された油による汚染により損害を生じた場合、原則として、当該タンカーの所有者は無過失責任に近い損害賠償責任を負う（第3条）。
その反面において、タンカー所有者は上記損害賠償責任の範囲を制限することができる（第5条～第9条）。これは、船舶の所有者等の責任の制限に関する法律（船主責任制限法）において船主の責任制限が認められるのと同趣旨によるものであるが、タンカーに起因する大型の油濁汚染による損害賠償である点に鑑み、本法において特例が定められているものである。

### タンカー油濁損害賠償保障契約
油濁損害賠償に基づく被害者の損害賠償請求権を保障する観点から、2000トンを超えるばら積みの輸送に供する日本国籍のタンカーについては、船主相互保険組合や保険会社との間でタンカー油濁損害賠償保障契約を締結することが強制されている。また、日本国籍以外のタンカーについては、上記契約が締結されていなければ、2000トンを超えるばら積みの油を積載して日本国内の港に入港したり出港したりすることができない（第13条）。上記契約における保険金額は、当然、タンカー所有者の責任制限額を満たす必要がある。

### 国際基金からの補償
油濁損害賠償に基づく被害者の損害賠償請求権を保障するため、被害者は、条約に基づいて設立された国際基金に対し、賠償を受けることができなかった損害の金額について補償を求めることができる（第22条）。
また、上記基金の資金源とするため、日本の港に陸揚げされた原油等を1年間に15万トンを超えてタンカーから受け取る者は、年次拠出金を国際基金に納付しなければならない（第30条）。

### 責任制限手続
船主責任制限法と同様、タンカー所有者の責任制限手続に関する規定が設けられている（第31条～第38条）。

## 一般船舶油濁損害賠償責任

### 新設経緯
2004年の法改正（2005年3月1日施行）により、一般船舶（旅客又はばら積みの油以外の貨物その他の物品の海上輸送のための船舟類）からの燃料油の流出等による損害賠償責任や保障契約に関する規定が新設された。新設された規定は条約を国内法化したものではなく、日本国沿岸において一般船舶の座礁事故が多く発生していることに鑑み、それに対応するために規定されたものであるとされている。

### 改正経緯
「燃料油による汚染損害についての民事責任に関する国際条約」及び「「2007年の難破物の除去に関するナイロビ国際条約（ナイロビ条約）en:Nairobi_International_Convention_on_the_Removal_of_Wrecks」」に対応するため、「船舶油濁損害賠償保障法」が2019年5月に改正され「船舶油濁等損害賠償保障法」（油賠法）となった。
海難事故において保険会社から保険金が支払われず、船舶所有者による賠償もなされない事例が発生したことを受け、国際条約の国内法制化により、被害者への賠償が確実に実施されるようにするためであるとされており、以下が新たに規定された。
①保険会社への直接請求権の付与
〇海難等により発生した燃料油による汚染損害及び難破物除去等の費用に係る損害について、船舶所有者等に責任が発生した際に、被害者が保険会社に対して損害賠償額の支払を直接請求できる旨を規定
○保険会社は船舶所有者の保険契約違反を理由に、被害者からの請求を拒めない（直接請求を受けた保険会社の被害者に対する抗弁内容を制限）
②外国の裁判判決の効力
○燃料油汚染損害の民事責任条約では、条約締約国の裁判所が下す判決の締約国間の相互承認を規定。このため同条約に基づく損害賠償請求について、締約国の裁判所が下す判決が、我が国においても効力を有する旨を規定
ただし、上記①及び②については、燃料油濁損害についてはバンカー条約の対象となる国際総トン数 1,000トン超 の船舶、船骸撤去についてはナイロビ条約の対象となる国際総トン数 300トン以上の船舶のみに適用される。

### 損害賠償責任及び責任制限
一般船舶から流出・排出された燃料油により損害を生じた場合、原則として当該船舶所有者及び船舶賃借人は、無過失責任に近い損害賠償責任を負う。ただし、戦争や天災など例外とされる場合もある。（2019年改正後第39条の１）
その反面において、船舶所有者及び船舶賃借人の損害賠償責任の範囲を制限することができるのはタンカーの場合と同様であるが、タンカー所有者の場合と異なり、責任制限の内容は船主責任制限法の定めによる。

### 一般船舶油濁損害賠償等保障契約
被害者の損害賠償請求権を保障する観点から保証契約締結及びそれを証明する以下の証書の備置が義務付けられている。
外航船の対応
【一般船舶の場合】
１．国際総トン数 1,000トン超 の船舶
　・条約証書（燃料油） + 条約証書（難破物）
２．国際総トン数 300トン以上 1,000トン以下 の船舶
　・条約証書（難破物）  +  指定保険者の保険証券(写) or 国内証書(燃料油)
３．国際総トン数100トン以上300トン未満
　・指定保険者の保険証券(写) or 国内証書(燃料油) + 国内証書(難破物)
【タンカー(黒油)の場合】
１．国際総トン数 1,000トン超 の船舶
　・条約証書（燃料油） + 条約証書（難破物）
２．国際総トン数 300トン以上 1,000トン以下 の船舶
　・条約証書（難破物）
※2,000トンを超えるばら積み黒油の運送を行うタンカーは別途CLC証書も必要になります。
内航船の対応
【一般船舶の場合】
１．国際総トン数 1,000トン超 の船舶
　・条約証書（燃料油） + 条約証書（難破物）
２．国際総トン数 300トン以上 1,000トン以下 の船舶
　・条約証書（難破物）
【タンカー(黒油)の場合】
１．国際総トン数 1,000トン超 の船舶
　・条約証書（燃料油） + 条約証書（難破物）
２．国際総トン数 300トン以上 1,000トン以下 の船舶
　・条約証書（難破物）
※2,000トンを超えるばら積み黒油の運送を行うタンカーは別途CLC証書も必要。
また、国際総トン数100トン以上の一般船舶及び国際総トン数300トンを超える油タンカーが、本邦外の港から日本の港等に入港等するには、上記契約が締結する必要がある（2019年改正後第41条の２）。北朝鮮船籍の船舶は上記のような保障契約を締結している割合が著しく低いとされており、そのような船舶による事故が日本国沿岸で発生した場合、被害者の救済が乏しくなる。このような危機意識から、保障契約未締結の船舶の入港を阻止する目的でこのような規定を置くことになった。